# Babrama
Genre
Babrama est un genre de coléoptères de la famille des Ptiliidae. Le genre a été identifié par Colin Jonhson en 2007.

## Liste d'espèces
Selon Catalogue of Life (27 février 2021) :
- Babrama arcana, Johnson, 2007[1].

## Publication originale
- (en) Colin Jonhson, « Studies on Ptiliidae (Col.) from the Solomon Islands, 1 », Entomologist's Monthly Magazine, Oxford, vol. 143,‎ 2007, p. 213–226 (ISSN 0013-8908).